# Шимон бар Йохай
Шимон бар Йохай (на староарамейски: רבן שמעון בר יוחאי), наричан също Рашби, полулегендарен еврейски равин от II век.
Един от изтъкнатите ученици на Акива бен Йосеф, той е сред авторите, чиито текстове формират Мишна. Живее в Юдея след Разрушаването на Втория храм и известен с крайните си антиримски възгледи. Приписва му се извършването на чудеса, както и авторството на кабалистичната книга „Зохар“.